# Гренье, Жан
Жан Гренье́ (фр. Jean Grenier; 6 февраля 1898, Париж — 5 марта 1971, Дрё) — французский писатель и философ.

## Биография
Вырос в Сен-Бриё в Бретани, родине Ж. Лекье, в дальнейшем писал докторскую диссертацию по его философии. После получения философского образования в 1922 году работал в литературном журнале «La Nouvelle Revue française», затем занимался преподавательской деятельностью. В 1930—1938 годы профессор философии в Алжире, где его студентом и другом стал Альбер Камю. Впоследствии Камю посвятил Гренье два эссе «Изнанка и лицо» и «Бунтующий человек», с 1932 по 1960 годы они вели переписку. Однако воззрения мыслителей отличались: Гренье был близок даосский принцип недеяния и квиетизм.
В газете «Комба» вёл рубрику об искусстве и литературе. Затем публиковал эссе по широкому кругу философских проблем. Основные интересы в области современного искусства и эстетики. Преподавал философию в разное время в нескольких учебных заведения, c 1962 по 1968 годы эстетику в Сорбонне. В 1968 году получил Национальный Гран-при по литературе.

## Список произведений
- Les iles, Paris 1933
- La philosophie de Jules Lesquier, Vrin, 1936
- Essai sur l’esprit d’orthodoxie, Paris 1938
- Inspirations méditerranéennes, 1940
- Le Choix, Presses Universitaires de France, 1941
- Entretien sur le bon usage de la liberté, Paris 1948
- L’esprit de la peinture contemporaine, suivi de quelques études sur Braque, Chagall, Lhote, Lausanne 1951
- A propos de l’humain, Paris 1955
- Les Greves, Paris 1957
- L’existence malheureuse, Paris 1957
- Sur la mort d’un chien, Paris 1957
- L’esprit du Tao, Flammarion, 1957
- Essais sur la peinture contemporaine, Paris 1959
- Albert Camus, souvenirs, Paris 1968
- L’art et ses problèmes, Éditions Rencontres, 1970